# Wissenschafts-Pressekonferenz
Die Wissenschafts-Pressekonferenz (WPK) ist ein deutscher Berufsverband von Wissenschaftsjournalisten. Sie hat die Rechtsform eines eingetragenen Vereins. Die WPK wurde 1986 in Bonn gegründet – in Name, Arbeitsformen und Struktur wurde bewusst die Bundespressekonferenz zum Vorbild genommen – und hatte dort auch anfangs ihren Sitz. Heute nennt sich der Verein WPK - Die Wissenschaftsjournalisten. Die Mitglieder der WPK sind hauptberufliche Wissenschaftsjournalisten aus allen Mediensparten, ausgenommen hauptamtliche Pressereferenten. Vorstandsvorsitzende der WPK ist Nicole Kuhrt (Stand August  2025).
Die WPK gilt als Ausdruck der insbesondere nach der Nuklearkatastrophe von Tschernobyl zunehmenden Professionalisierung des deutschen Wissenschaftsjournalismus.

## Ziele
Durch Seminare, Hintergrundgespräche und die Förderung von Recherchereisen für ihre Mitglieder will die WPK die Qualität des Wissenschaftsjournalismus fördern, d. h. eine journalistisch eigenständige und von Interessen auch des Wissenschaftsbetriebs unabhängige Berichterstattung. Für die Öffentlichkeit organisiert sie Diskussionsrunden, die den Dialog zwischen „Wissenschaft, Politik und Gesellschaft“ verbessern sollen.

## Beziehungen zu internationalen Verbänden
Der Verein ist Mitglied der European Union of Science Journalist’s Associations (EUSJA). Die EUSJA „vereint die maßgeblichen Wissenschaftsjournalisten-Organisationen aus über 20 europäischen Staaten“. Zudem ist die WPK aktives Mitglied der World Federation of Science Journalists (WFSJ), des weltweiten Dachverbands internationaler Vereinigungen von Wissenschaftsjournalisten.

## Publikation
Der Verein brachte von 2003 bis 2013 das WPK Quarterly im PDF-Format heraus. Später wurde es durch das Online-Magazin meta ersetzt, das bis Juni 2021 Artikel zu aktuellen Entwicklungen im Wissenschaftsjournalismus sowie zu theoretischen Grundlagen und praktischen Aspekten veröffentlicht hat. Die Beiträge stammen überwiegend von Mitgliedern der WPK; die Autoren arbeiten ehrenamtlich. Die Redaktionsleitung hat Markus Lehmkuhl inne, der auch verantwortlich im Sinne des Presserechts ist.

## FachkonferenzWissenswerte
Seit 2004 organisiert die WPK den wissenschaftsjournalistischen Kongress Wissenswerte. Dieser wurde bis 2022 durch die Messe Bremen veranstaltet. Seit 2024 ist die WPK selbst für Veranstaltung und Durchführung zuständig.

## Organisation und Finanzierung
Der Vorstand besteht aus fünf Personen. Der WPK ist ein Freundeskreis angegliedert, worin jeder Mitglied werden kann, der die Ziele der WPK unterstützt. Die WPK finanziert sich einerseits durch Mitgliedsbeiträge und Beiträge aus dem Freundeskreis. Weiterhin verfügt die WPK über ein Kuratorium, das einen eigenständigen Verein darstellt. Im Kuratorium sind zahlreiche große Wissenschaftsorganisationen, Unternehmen und auch Ministerien vertreten. Neben diesen nicht zweckgebundenen Finanzierungen ist zweckgebundenes Sponsoring bestimmter Projekte unter strengen Richtlinien wie Transparenz mit Nennung des Sponsors, dessen Verzicht auf Einflussnahme und Rückzahlung nicht verbrauchter projektbezogener Gelder möglich. Ein Beispiel dafür ist der WPK-Recherchefonds Covid-19 / Sars-CoV-2. Unterstützt werden damit (Stand Juli 2020) gründliche Recherchen zu Ursachen, Hintergründen und gesellschaftspolitischen Effekten der COVID-19-Pandemie v. a. freiberuflicher Journalisten nach Antragstellung. Durch diesen Geldfluss gelangen u. a. Vorortberichte abseits von Mainstreamnachrichten an eine breitere Öffentlichkeit.

## Auszeichnungen
Im Jahr 2017 erhielt die WPK die Auszeichnung Stein im Brett des Berufsverbands Deutscher Geowissenschaftler für die Stärkung des Vertrauens in die Wissenschaft durch die Verbesserung des Wissenschaftsjournalismus.